# Charlotte Brontë
Charlotte Brontë (Thornton, 1816. április 21. – Haworth, 1855. március 31.) angol regényíró, a Brontë nővérek egyike.

## Élete
Charlotte Thornton-ban, Yorkshire-ben (Anglia) született egy ír-anglikán pap, Patrick Brontë és annak felesége Maria Branwell hat gyermeke közül harmadikként. 1820 áprilisában a család Haworthba költözött, ahol Patricket káplánná nevezték ki. Maria Branwell Brontë rákban halt meg 1821. szeptember 25-én, maga mögött hagyva öt lányát és egy fiát, akikre nővére Elizabeth Branwell vigyázott.
1824 júliusában a két legidősebb lányt – Mariát és Elizabethet elküldték a Clergy Daughters Iskolába Lancashire-be. Augusztusban Charlotte, novemberben Emily is csatlakozott nővéreihez. Az iskola szegény körülményei tartósan hatottak Charlotte egészségére, és ezek okozták két nővére, Maria és Elizabeth halálát, akik tuberkulózisban haltak meg 1825-ben, miután távoztak az iskolából. Charlotte később erről az iskoláról mintázta Lowoodot Jane Eyre című művében; ugyanebben a regényben Helen alakjában állított emléket két nővérének.
Otthon, a haworthi plébánián Charlotte és testvérei, Branwell, Emily és Anne képzeletbeli birodalmakat találtak ki és elkezdték feljegyezni ezek lakóinak életét és küzdelmét. Charlotte és Branwell egy Angria nevű királyságról írt történeteket, Anne és Emily pedig Gondalról költeményeket. A mondák bonyolultak és összetettek voltak; gyerekkori és korai kamaszkori megszállott érdeklődésük alapozta meg felnőttkori, irodalmi munkájukat.
Charlotte a Roe Head-i iskolában folytatta tanulmányait 1831 és 1832 között. Itt kötött egész életen át tartó barátságot Ellen Nusseyvel és Mary Taylorral. Ebben az időben (1833) írta a Zöld törpe című művét. 1835 és 1838 között tanár volt. 1839-ben különböző családoknál kezdett nevelőnőként dolgozni Yorkshire-ben, 1841-ig. 1842-ben Emily-vel Brüsszelbe utazott, majd külföldről való hazatérésük után Charlotte angolt, Emily pedig zenét tanított. Külföldi tartózkodásuk nagyon rövid volt, mert nagynénjük, Elizabeth Branwell 1842 októberében meghalt. Belgiumban beleszeretett nős tanárába, Monseiur Heger-be, ám ez a kapcsolat nem sikerülhetett. Nagyon szomorú időszak volt ez Charlotte számára. Charlotte 1843 januárjában egyedül tért vissza Brüsszelbe. Második tartózkodása alatt nem volt boldog: egyedül érezte magát és honvágya volt. 1844-ben végleg visszatért Haworthba, és később brüsszeli tartózkodásából merített ihletett Az angoltanár és Villette című regényeihez.
1846 májusában Charlotte, Emily és Anne egy gyűjteményt adott ki költeményekből Currer, Ellis és Acton Bell álnéven. Bár a könyv nem keltett nagy érdeklődést (csak 2 példányt adtak el belőle), a testvérek mégis úgy döntöttek, hogy folytatják az írást, és elkezdtek dolgozni első regényeiken. Charlotte továbbra is Currer Bell-ként publikálta első 2 művét. Regényei durva kritikákat kaptak, mert a hagyományos női szerepeket feszegették. Sok találgatás volt, hogy Currer Bell valójában nő vagy férfi.
Branwell, a család egyetlen fia krónikus légcsőhurutban szenvedett, amit súlyosbított a sok ivás, így 1848 szeptemberében meghalt. Charlotte mindvégig úgy tudta, hogy öccse tuberkulózisban halt meg. Emily 1848 decemberében, Anne pedig 1849 májusában hunyt el gümőkórban.
A Jane Eyre nagy sikerére való tekintettel kiadója azt javasolta, hogy néha látogasson el Londonba. Itt Charlotte csatlakozott egy magasabb rangú társadalmi körhöz, ahol barátságot kötött Harriet Martineau-val, Elizabeth Gaskell-lel (aki később az életrajzát is megírta), William Makepeace Thackerayvel és G. H. Lewesszal. Sosem volt azonban pár hétnél tovább távol Haworthtól, mert nem akarta öregedő édesapját egyedül hagyni.
1854 júniusában Charlotte házasságot kötött apja segédlelkészével, Arthur Bell Nichollsszal. 9 hónap múlva, terhessége alatt halt meg, a halotti bizonyítványa szerint tuberkulózisban, de vannak olyan feltételezések is, hogy a terhesség miatti túlzott hányás volt az oka. Olyan híresztelések is terjedtek, hogy tífuszban halt meg, amit valószínűleg a Brontë háztartás legöregebb szolgálójától, Tabitha Ackroydtól kapott el, aki nem sokkal előtte halt meg. A családi kriptában van eltemetve a haworthi Szent Mihály-templomban, ahol Anne kivételével minden testvére nyugszik. Édesapjuk mind a hat gyermekét túlélte.

## Munkássága
Első regényét, a The Professort (magyarul Az angoltanár címen jelent meg) visszautasította az a kiadó, amelyik Emily és Anne regényeit, az Üvöltő szeleket és az Agnes Greyt elfogadta. Második regénye, a Jane Eyre azonban nagy sikert aratott. A regény nem kis részben önéletrajzi ihletésű.
Ezt követő regénye, a Shirley két főszereplőjében testvéreinek állít emléket: a címszereplő Shirleyben Emilynek, olyannak ábrázolva őt, amilyenné válhatott volna, ha megvannak rá a lehetőségei, Caroline-ban pedig Anne alakját igyekszik megörökíteni. (Érdekesség és első olvasásra nem is tűnik fel, de Caroline anyjának a keresztneve Agnes, máshol pedig említik, hogy a lánykori neve Grey, így tehát ugyanaz volt a neve, mint Anne első, önéletrajzi ihletésű regénye főszereplőjének.)
Harmadik még életében megjelent regénye egyben az utolsó is volt. A Villette főszereplője, Lucy Snowe alakja szintén Charlotte jellemvonásait viseli; a történetet brüsszeli emlékei ihlették.

## Regényei
- Az angoltanár (The Professor) (megjelent „Különös tanítvány” címen is) (csak halála után jelent meg, 1857-ben)
- Jane Eyre (megjelent „A lowoodi árva” címen is) (1847)
- Shirley (1849)
- Villette (1853)
- Emma (töredékekben maradt)

## Verseskötete
- from Retrospection (1835)

## Magyarul
- Bell-Currer: Jane Eyre. Önéletírás, 1-2.; ford. Huszár Imre; Légrády, Bp., 1873
- Currer Bell: A tanár. Regény; ford. Szász Julianna; Stein, Kolozsvár, 1874–1875
- Jane Eyre, a lowoodi árva. Regény, 1-2.; ford. Karinthy Frigyes; Kultúra, Bp., 1918 (A Kultúra regénytára)
- Currer Bell: A lowoodi árva. Regény fiatal leányok számára; ford. Honti Irma; Győző Andor, Bp., 1935
- A lowoodi árva; ford. Fónagy Iván; Bibliotheca, Bp., 1942
  - (Jane Eyre címen is)
- Jane Eyre. Regény; ford. Ruzitska Mária, versford. Görgey Gábor, utószó Kéry László; Európa, Bp., 1959
  - (A lowoodi árva címen is)
- Villette. Regény; ford. Róna Ilona; Európa, Bp., 1967
- A lowoodi árva; ford. Ruzitska Mária, ifjúsági átdolg. Szász Imre; Móra, Bp., 1967
- Shirley; ford. Szepessy György, versford. Takács Ferenc; Európa, Bp., 1975
- Jane Eyre. Regény; ford. Ruzitska Mária, versford. Görgey Gábor, átdolg., utószó Zombory Erzsébet; Európa, Bp., 1984 (A világirodalom klasszikusai)
- A különös tanítvány. Regény; ford. Bányay Geyza, Gellért György, versford. Hárs Ernő; Nesztor, Bp., 1992
- Az angoltanár; ford. Barcza Gerda; Lazi, Szeged, 2004
- Julia / Caroline Vernon; ford. Németh Anikó; Lazi, Szeged, 2005
- A Stancliffe-fogadó / Henry Hastings kapitány; ford. Sóvágó Katalin, Szepessy György, versford. Németh Anikó, Székely Magda; Lazi, Szeged, 2005
- Napi események / Mina Laury; ford. Németh Anikó; Lazi, Szeged, 2006 (Charlotte Brontë művei)
- Jane Eyre; ford. N. Kiss Zsuzsa; Ulpius-ház, Bp., 2007
- Caroline Vernon; ford. Borbás Mária, versford. Mesterházi Mónika; Fapadoskonyv.hu, Bp., 2011
- Jane Eyre. 4. szint; átdolg. Sara Torrico, ford. Magyar Myrtill; Napraforgó, Bp., 2016 (Olvass velünk!)
- Emma Brown. Charlotte Brontë töredékben maradt kéziratát befejezte: Clare Boylan; ford., jegyz. Barcza Gerda; Lazi, Szeged, 2017